# Program Operacyjny Polska Cyfrowa
Program Operacyjny Polska Cyfrowa – dokument opracowany przez Ministerstwo Administracji i Cyfryzacji oraz Ministerstwo Rozwoju Regionalnego, który został przyjęty przez Radę Ministrów 8 stycznia 2014 roku. Nadrzędnym celem PO PC jest wykorzystanie potencjału cyfrowego do poprawy jakości życia społeczeństwa. To nowy program, który pojawił się dopiero w perspektywie finansowej 2014-2020. Budżet PO PC wynosi 2 255,6 mln euro.

## Beneficjenci
- jednostki administracji rządowej oraz jednostki im podległe
- jednostki naukowe
- państwowe organizacje kultury
- organizacje pozarządowe
- przedsiębiorstwa

## Osie priorytetowe
1. Powszechny dostęp do szybkiego internetu
2. e-Administracja i otwarty rząd
3. e-Integracja grup wykluczonych cyfrowo i upowszechnienie technologii informacyjno-komunikacyjnych (TIK)

## Cele
- zwiększenie powszechnego dostępu do szerokopasmowego szybkiego Internetu,
- zwalczanie wykluczenia cyfrowego
- wzrost jakości i dostępności e-usług publicznych
- usprawnienie funkcjonowania cyfrowej administracji publicznej
- poprawa dostępności informacji i zasobów publicznych
- stymulowanie rozwoju gospodarki elektronicznej